# Sárgamellű hegyitangara
A sárgamellű hegyitangara (Dubusia taeniata) a madarak osztályának verébalakúak (Passeriformes) rendjébe és a tangarafélék (Thraupidae) családjába tartozó  faj.

## Rendszerezése
A fajt Auguste Boissonneau francia ornitológus írta le 1840-ben, a Tanagra nembe Tanagra (Tachyphonus) taeniata néven.

## Alfajai
- Dubusia taeniata carrikeri Wetmore, 1946
- Dubusia taeniata stictocephala Berlepsch & Stolzmann, 1894
- Dubusia taeniata taeniata (Boissonneau, 1840)[2]

## Előfordulása
Az Andokban, Ecuador, Kolumbia, Peru és Venezuela területén honos. Természetes élőhelyei a szubtrópusi és trópusi hegyi esőerdők. Állandó, nem vonuló faj.

## Megjelenése
Testhossza 20 centiméter, testtömege 31-45 gramm.
|  |

## Természetvédelmi helyzete
Az elterjedési területe nagyon nagy, egyedszáma pedig stabil. A Természetvédelmi Világszövetség Vörös listáján nem fenyegetett fajként szerepel.